# Метель (мультфильм)
«Метель» — российский кукольный мультфильм 2010 года студии «Пчела». Режиссёр Мария Муат в проекте «Русская классика детям» создала мультфильм по мотивам одноимённой повести А. С. Пушкина.

## Сюжет
Марья Гавриловна, Машенька, воспитана была на французских романах и следственно была влюблена. Место в её сердце занял романтичный молодой не очень богатый сосед Владимир. Он объяснился Маше в любви, но её родители были против. Тогда Владимир предложил бежать и венчаться тайно, он был уверен, что их простят.
В назначенный для венчания день разыгралась сильнейшая метель. Маша вовремя добралась до церкви, а Владимир сбился с дороги и заблудился в снежной круговерти.
В церковь вошёл офицер весь в снегу. Священник спросил: «Прикажете начинать? Невеста уж заждалась!» Офицер подошёл к Маше и венчание состоялось. Офицер рассмеялся и ускакал.
Когда метель утихла, Владимир добрался до опустевшей церкви и узнал, что произошло. Владимир уехал в армию и погиб в войне 1812 года. А Маша получила письмо.
Когда война окончилась победой, раненный офицер ехал на излечение и на повороте выпал из повозки. Ямщик привёз его в дом где жила Маша. Когда офицер выздровел, он попытался поговорить с Машей. Он рассказал ей, как он женился в метель и не знает где и кто его жена, как после венчания она воскликнула: «Ах, не он, не он!» Маша выслушала и в сильном волнении сказала: «Боже мой, это были вы!» Затем добавила: «А это была я!» Офицер схватил её руку и стал её целовать.

## Создатели
- Автор сценария — Владимир Голованов
- Режиссёр — Мария Муат
- Художник-постановщик — Марина Курчевская
- Художник компьютерной графики — Светлана Андрианова
- Аниматоры: Милана Федосеева, Фазил Гасанов
- Оператор — Александр Петч
- Продюсер — Владимир Гассиев
- Звукорежиссёр — Владислав Тарасов
- В фильме использована музыка: Никколо Паганини, Каспара Фюрстенау, Людвига ван Бетховена, Теобальда Бёма, Дмитрия Бортнянского.
- Роли озвучивали: Ирина Пегова, Иван Вакуленко, Никита Тюнин
- Создатели приведены по титрам мультфильма.

## Фестивали и кинопремии
- 2011 — 35 Международный фестиваль анимации в Анси : участие в конкурсе короткометражных фильмов.[3]
- 2012 — Премия «Золотой орёл» за лучший анимационный фильм за 2011 год — номинант.
- 2012 — Премия «Ника» за лучший анимационный фильм за 2011 год — номинант.

## Отзыв критика
Пушкинскую «Метель» (2010) режиссёр Мария Муат и художник Марина Курчевская разыграли с помощью живописных кукол среди свистящих от зимнего ветра декораций. Внутри… гигантского космического кота, собственно и олицетворяющего собою фантасмагорическую метель, которая смешивает карты людских судеб. Техника, сочетающая рукотворную кукольную анимацию и компьютерную графику — ещё одна попытка найти хрестоматийному литературному произведению неожиданную, но подходящую форму.
— Лариса Малюкова «СВЕРХкино» с.76